# Étienne Allegrain

Étienne Allegrain: Landschaft am Fluss

Étienne Allegrain (* 1644; † 1736 in Paris) war ein französischer Landschaftsmaler des Barocks.

## Leben
Seine Arbeiten waren von Nicolas Poussin inspiriert. Sein Sohn Gabriel Allegrain war ebenfalls Maler, sein Enkel Christophe-Gabriel Allegrain (1710–1795) war ein berühmter Bildhauer des Rokoko.
Werke Allegrains befinden sich heute im Besitz von Schloss Versailles, Schloss Fontainebleau, in Dijon, Dole, Chantilly; außerdem in der St. Petersburger Eremitage, im New Yorker Metropolitan Museum of Art und in der Wiener Albertina.
Auf dem Kunstmarkt wurden in den letzten Jahren bis zu 31.000 US-Dollar für seine Werke bezahlt.